# Болгаро-вьетнамские отношения
Болгаро-вьетнамские отношения — двусторонние международные отношения между Болгарией и Вьетнамом.
Страны установили дипломатические отношения 9 февраля 1950 года. В Болгарии есть посольство в Ханое. У Вьетнама есть посольство в Софии.

## Сотрудничество
В 2006 году правительство Болгарии согласилось на план сотрудничества в области здравоохранения с Вьетнамом. Двухлетний план включал сотрудничество во многих подотраслях, прежде всего публичном здравоохранении, стационарном и амбулаторном лечении, безопасности еды и медицинском образовании.